# بازتابنده کاسگرین

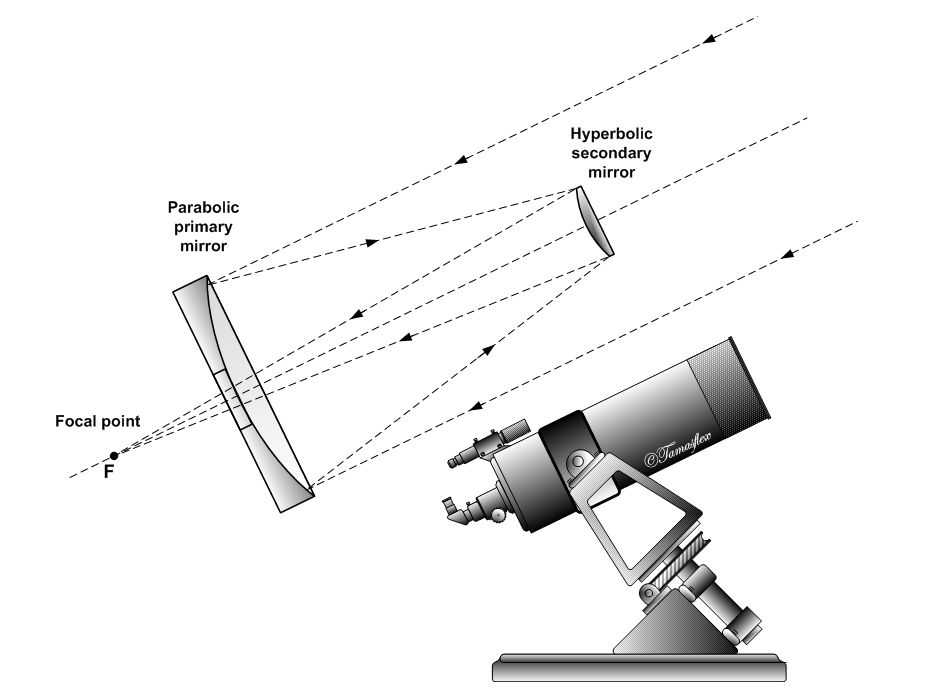
Light path in a Cassegrain reflecting telescope

بازتابنده کاسگرین (انگلیسی: Cassegrain reflector)، از یک آینه محدب ثانویه است که اغلب در تلسکوپ‌های نوری و آنتن‌های رادیویی استفاده می‌شود، ویژگی اصلی این است که مسیر نوری، نسبت به دیافراگم ورودی آینه اولیه سیستم نوری، به سوی خود بازتاب می‌شود. این طرح کانون عدسی را در مکانی مناسب در پشت آینهٔ اولیه قرار می‌دهد و ثانویهٔ محدب یک اثر تله فتو را ایجاد می‌کند و فاصلهٔ کانونی بسیار طولانی‌تری را در یک سیستم مکانیکی کوتاه ایجاد می‌کند.
در یک کاسگرین متقارن، هر دو آینه در محور نوری تراز هستند و آینه اولیه معمولاً دارای یک سوراخ در مرکز است، بنابراین اجازه می‌دهد نور به عدسی چشمی، دوربین یا حسگر تصویر برسد. متناوباً، مانند بسیاری از تلسکوپ‌های رادیویی، ممکن است تمرکز نهایی در مقابل موارد اولیه باشد. در یک کاسگرین نامتقارن، ممکن است آینه(ها) یی شیب‌دار شوند تا از تیرگی اولیه جلوگیری کنند یا نیازی به سوراخ در آینهٔ اصلی (یا هر دو) نداشته باشند.
در پیکربندی کلاسیک کاسگرین از یک بازتابنده سهمی به عنوان اصلی استفاده می‌شود در حالی که آینهٔ ثانویه هذلولی است. انواع مدرن ممکن است دارای مقدماتی هذلولی برای افزایش کارایی باشند (به عنوان مثال، طرح تلسکوپ ریچی-کریتین. یا هر دو آینه ممکن است برای سهولت ساخت کروی یا بیضوی باشند.